# Jean-Louis Tauran
Jean-Louis Pierre Tauran (ur. 5 kwietnia 1943 w Bordeaux, zm. 5 lipca 2018 w Hartford) – francuski duchowny rzymskokatolicki, doktor prawa kanonicznego, arcybiskup, sekretarz ds. relacji z państwami Sekretariatu Stanu w latach 1990–2003, archiwista i bibliotekarz Świętego Kościoła Rzymskiego w latach 2003–2007, kardynał od 2003 (najpierw w stopniu diakona, w 2014 promowany do stopnia prezbitera), przewodniczący Papieskiej Rady ds. Dialogu Międzyreligijnego w latach 2007–2018, protodiakon Kolegium Kardynalskiego w latach 2011–2014, członek grupy pięciorga doradców, którzy nadzorowali Instytut Dzieł Religijnych w latach 2013–2018, kamerling Świętego Kościoła Rzymskiego w latach 2014–2018.

## Życiorys
Studiował w Instytucie Katolickim w Tuluzie oraz uczelniach rzymskich – Papieskim Uniwersytecie Gregoriańskim i Papieskiej Akademii Kościelnej. Święcenia kapłańskie przyjął 20 września 1969 w Bordeaux z rąk arcybiskupa Bordeaux Mariusa Maziersa, przez krótki czas pracował w archidiecezji Bordeaux jako duszpasterz.
Od 1975 pozostawał w służbie dyplomatycznej Stolicy Apostolskiej. W latach 1975–1983 pełnił funkcję sekretarza nuncjatur kolejno w Dominikanie i Libanie. W lipcu 1983 wszedł w skład Rady Spraw Publicznych Kościoła. Wielokrotnie uczestniczył w specjalnych misjach dyplomatycznych oraz reprezentował Watykan w spotkaniach roboczych organizacji międzynarodowych.
1 grudnia 1990 został mianowany przez Jana Pawła II arcybiskupem tytularnym Thélepte i jednocześnie sekretarzem ds. stosunków z państwami w watykańskim Sekretariacie Stanu. Sakry biskupiej udzielił mu w bazylice watykańskiej 6 stycznia 1991 sam papież. Funkcja ta oznaczała w praktyce wiceministra spraw zagranicznych Stolicy Apostolskiej.
21 października 2003 został wyniesiony do godności kardynalskiej, z tytułem diakona Sant Apollinare alle Terme Neroniane-Alessandrine. W listopadzie 2003 przeszedł na stanowisko archiwisty i bibliotekarza św. Kościoła Rzymskiego. Reprezentował papieża jako specjalny wysłannik m.in. na ceremonii otwarcia nowego Muzeum Historii Holocaustu w Jerozolimie 15 marca 2005.
Brał udział w konklawe 2005, które wybrało papieża Benedykta XVI.
25 czerwca 2007 został powołany na przewodniczącego Papieskiej Rady ds. Dialogu Międzyreligijnego przez papieża Benedykta XVI. Urząd objął 1 września.
Od 21 lutego 2011 do 12 czerwca 2014 sprawował funkcję protodiakona Kolegium Kardynalskiego. W tym charakterze 13 marca 2013 ogłosił światu wybór 266. papieża, wypowiadając kanoniczną formułę habemus papam. Został nim Jorge Mario Bergoglio, który przybrał imię Franciszka. 12 czerwca 2014 papież promował kard. Taurana do tytułu kardynała-prezbitera na zasadzie Pro hac vice.
Decyzją papieża Franciszka od 24 czerwca 2013 był członkiem grupy pięciorga doradców, nadzorujących Instytut Dzieł Religijnych.
20 grudnia 2014 został mianowany przez papieża Franciszka kamerlingiem Świętego Kościoła Rzymskiego.
Zmarł 5 lipca 2018 w Hartford w stanie Connecticut w Stanach Zjednoczonych, dokąd wyjechał na leczenie choroby Parkinsona.

## Odznaczenia i wyróżnienia
- Wielka Złota Odznaka Honorowa na Wstędze za Zasługi dla Republiki Austrii (1999)[3]
- Krzyż Wielki Orderu Izabeli Katolickiej (1997, Hiszpania)[4]
- Krzyż Wielki Orderu Wielkiego Księcia Giedymina (2003, Litwa)[5]
- Xirka Ġieħ ir-Repubblika (1995, Malta)
- Baliw Wielkiego Krzyża Honoru i Dewocji Zakonu Kawalerów Maltańskich (2006)
- Krzyż Komandorski z Gwiazdą Orderu Zasługi Rzeczypospolitej Polskiej (2010)[6]
- Krzyż Wielki Orderu Zasługi (1990, Portugalia)[7]
- Wielki Krzyż Zasługi z Gwiazdą i Wstęgą Orderu Zasługi Republiki Federalnej Niemiec (2004)
- Order Podwójnego Białego Krzyża II klasy (2002, Słowacja)
- Krzyż Komandorski z Gwiazdą Orderu Zasługi Republiki Węgierskiej (1999)
- Wielki Oficer Orderu Zasługi Republiki Włoskiej (1988)
- Krzyż Wielki Orderu Zasługi Republiki Włoskiej (1992)
- Doktorat honoris causa Institut Catholique (2010, Paryż)[8]